# 正在书写的圣热罗尼莫
《正在书写的圣热罗尼莫》，是意大利画家卡拉瓦乔的一幅油画作品，绘于 1605–06 年，现藏于罗马的博尔盖塞美术馆。
这幅画描绘了圣热罗尼莫，他是罗马天主教的教会圣师，也是绘画的热门题材。在这幅画中，热罗尼莫正在专心阅读，伸出的手拿着鹅毛笔。有人认为画中描绘的是圣热罗尼莫正在翻译武加大译本。